# Alcaldessa (pel·lícula)
Alcaldessa és una pel·lícula documental espanyola dirigida per Pau Faus i produïda per Ventura Durall sobre l'arribada a l'alcaldia de Barcelona d'Ada Colau, amb qui havia filmat el documental SÍ SE PUEDE. Siete días en la PAH Barcelona. Fou produïda per Nanouk Films amb el suport del Departament de Cultura de la Generalitat de Catalunya. Ha estat rodada en català. Fou estrenada a Madrid el 24 de maig de 2016 i a Barcelona el 26 de maig de 2016.

## Sinopsi
El documental mostra la carrera d'Ada Colau des que va deixar el seu activisme com a cap de la Plataforma d'Afectats per la Hipoteca (PAH) per presentar-se a les eleccions municipals espanyoles de 2015 com a candidata de Barcelona en Comú a l’alcaldia de Barcelona, fins al moment de la seva investidura com a alcaldessa de Barcelona el 27 de maig de 2015. També es una escena davant de la Plaça Sant Jaume, es mostra com és ignorada pels candidats de CiU, ERC i PP, que fins i tot li giren l'esquena, alhora que els del PSC i C's es mantenen al marge. El film ve a ser un diari visual personal de la Colau on mostra el seu combat interior perquè la victòria electoral de la seva formació podrà convertir-la en quelcom que havia qüestionat fins aleshores.

## Premis
Va guanyar el Gaudí a la millor pel·lícula documental del 2017, una menció d'honor en el Festival International de Programes Audiovisuals (FIPA) i la bisnaga de plata al millor documental del Festival de Màlaga de 2016. També va guanyar el premi Roger Ebert del Festival de Cinema de Traverse City. Fou exhibida al Festival Internacional de Cinema de Guadalajara.

## Comentaris
| «                               | "Deixant de banda trinxeres ideològiques, la pel·lícula retrata amb una clarividència inusual l'esforç per enfrontar-se a la racionalitat burocràtica des del nou sentit del sentiment." | » |
| — Luis Martínez: Diari El Mundo | |   |